# Batrisodes sinuatifrons
Batrisodes sinuatifrons är en skalbaggsart som först beskrevs av Brendel 1893.  Batrisodes sinuatifrons ingår i släktet Batrisodes och familjen kortvingar. Inga underarter finns listade i Catalogue of Life.